# جيسيكا ماي
جيسيكا ماي (من مواليد 5 ديسمبر 1993 في باراناسيتي، البرازيل)، ممثلة وعارضة أزياء برازيلية. صعدت إلى التمثيل من خلال بطولة المسلسل التلفزيوني عروس جديدة.

## حياتها السابقة
ولدت في 5 ديسمبر 1993 في بارانا البرازيل، من أم معلمة وأب مزارع. والدتها هي ماريا أباريسيدا ماي ووالدها روجيريو دروسيوناس. لديها أخ اسمه روجيريو. ترك المزرعة في سن ال 15 واستقر بمدينة ساو باولو وبدأ في عرض الأزياء.

## مسارها الوظيفي
اكتسبت أول تجربة تمثيلية لها مع المسلسل التلفزيوني عروس جديدة (2017)، والتقت لاحقًا بالشاشة الفضية في فيلم أنا في ورطة (2018) في 2019 كانت وجه حملة في أسبوع الموضة لمرسيدس بنز عرض أزياء أقيم في إسطنبول. وفي عام 2018 كانت عارضة أزياء في دوسو دوسي مع باريس هيلتون وعارضات أزياء تركية شهيرة.

### الأعمال الخيرية
دعمت جيسيكا ماي جمعيات التوحد من خلال طرحها للأطفال المصابين بالتوحد كجزء من مشروع «من خلال عيونهم» في يوم التوعية بالتوحد. كما تبرعت بـ 2000 شتلة لزراعتها في دنيزلي عام 2018. في عام 2019 صعدت إلى المنصة لجمع منح دراسية لفتيات الجامعات في مشروع نساء المستقبل القوي.

## حياتها الشخصية
تزوجت من المصور حسين كارا في البرازيل يوم 30 يونيو 2018.

## أعمال

### مسلسلات تلفزيونية
| عام       | مسلسل        | وظيفة          | قناة         | ملحوظة         |
| --------- | ------------ | -------------- | ------------ | -------------- |
| 2017-2018 | عروس جديدة   | بيلا بوزوك     | عرض تلفزيوني | الممثل الرئيسي |
| 2020      | ماريا ومصطفى | ماريا لايتنينغ | مركبة ATV    | الممثل الرئيسي |

### أفلام
| عام  | فيلم        | وظيفة | ملحوظة         |
| ---- | ----------- | ----- | -------------- |
| 2019 | أنا في ورطة | بيلين | الممثل الرئيسي |

### أفلام تجارية
| عام       | الإعلانات             |
| --------- | --------------------- |
| 2016      | الخطوط الجوية التركية |
| 2018-2019 | أوزديليك              |

### برامج
| عام  | مسلسل                       | وظيفة     | ملحوظة               |
| ---- | --------------------------- | --------- | -------------------- |
| 2020 | زهرة العاطفة                | بحد ذاتها | برنامج المنافسة      |
| 2020 | رأس الليل                   | بحد ذاتها | البرنامج الليلي      |
| 2019 | نادي بلا نوم                | بحد ذاتها | البرنامج الليلي      |
| 2019 | ملك المحادثة                | بحد ذاتها | البرنامج الليلي      |
| 2019 | الليلة مع جنكيز سيميرجيوغلو | بحد ذاتها | البرنامج الليلي      |
| 2019 | كتفا إلى كتف مع اردا        | بحد ذاتها | برنامج الغذاء        |
| 2019 | فقط لك                      | بحد ذاتها | البرنامج الثقافي     |
| 2018 | تضحك                        | زائر      | برنامج ترفيهي        |
| 2018 | بيننا وبين ديميت أكباغ      | نكتة      | برنامج نكتة          |
| 2018 | بيننا وبين مسعود يار        | بحد ذاتها | البرنامج الليلي      |
| 2017 | غرفة شفافة                  | زائر      | برنامج الثقافة والفن |
| 2017 | عرض بياز                    | زائر      | برنامج حواري         |

## جوائز وترشيحات
| عام  | حفل توزيع الجوائز              | الفئة                     | مشروع      |
| ---- | ------------------------------ | ------------------------- | ---------- |
| 2017 | جوائز اللوز الذهبي             | أفضل ممثلة                | عروس جديدة |
| 2017 | جوائز مجلة مون لايف            | أفضل ممثلة مسلسل تلفزيوني | عروس جديدة |
| 2018 | جوائز جامعة اسطنبول الذهبية 61 | أفضل ممثلة                | عروس جديدة |
| 2018 | 23. جوائز MGD Golden Lens      | أفضل ممثلة مسلسل كوميدي   | عروس جديدة |
| 2018 | 45. جوائز الفراشة الذهبية      | أفضل ممثلة مسلسل كوميدي   | عروس جديدة |
| 2019 | جامعة أوكان أفضل العام         | أفضل لاعب أجنبي           | عروس جديدة |
| 2019 | جوائز النخلة الذهبية           | أفضل ممثلة مسلسل كوميدي   | عروس جديدة |

## روابط خارجية
- جيسيكا ماي على موقع IMDb (الإنجليزية)